# Laura Fasiolo
Laura Fasiolo (Gorizia, 28 luglio 1947) è una politica italiana, dal 2022 consigliera comunale di Gorizia e dal 2023 consigliera regionale del Friuli-Venezia Giulia per il Partito Democratico.
È stata senatrice della Repubblica dal 1º luglio 2014 al 22 marzo 2018.

## Biografia
Nata a Gorizia, dove si è diplomata in maturità classica al liceo ginnasio statale Dante Alighieri, consegue la laurea magistrale in filosofia con votazione di 110 all'Università di Trieste e ha ricoperto per molti anni il ruolo di dirigente scolastico.
Componente della Commissione per le pari opportunità nella giunta regionale del Friuli-Venezia Giulia presieduta da Riccardo Illy, è stata coordinatrice del forum regionale istruzione del Partito Democratico (PD) in Friuli-Venezia Giulia.
Impegnata nell'integrazione disabili, facendo parte del Glip Provinciale e coordinato per un anno il GLH, si è fortemente impegnata sul tema dell'internazionalità, ha coordinato iniziative scolastiche europee, promosso scambi culturali e stage di studenti e docenti con Paesi europei ed extraeuropei, promosso gemellaggi e scambi studenteschi tra scuole. Ha pubblicato su varie riviste scolastiche nazionali sul tema autonomia scolastica, disabilità, pari opportunità, valutazione e bullismo, avendo partecipato sul tema a stages internazionali.

### Elezione a senatrice
Nel dicembre 2012 partecipa alle elezioni primarie "Parlamentarie” del PD per scegliere i candidati al Parlamento alle imminenti elezioni politiche, ottenendo 969 preferenze a Gorizia, venendo candidata al Senato della Repubblica, tra le liste del PD nella circoscrizione Friuli-Venezia Giulia in quinta posizione, risultando tuttavia la prima dei non eletti. Il 1° luglio 2014 diventa senatrice, subentrando a Isabella De Monte eletta europarlamentare. Nella XVII legislatura della Repubblica è stata componente della 9ª Commissione Agricoltura e produzione agroalimentare, delle Commissioni parlamentari d'inchieste sugli infortuni sul lavoro e sul femminicidio, nonché su ogni forma di violenza di genere e del Comitato parlamentare Schengen, Europol e immigrazione, impegnata in Commissione Istruzione (supplente), Sicurezza sul Lavoro e malattie professionali, in Commissione per i diritti umani, oltre a presentare, assieme a 6 senatori del PD per poi ritirarlo, un emendamento alla legge di Bilancio 2018 per ridurre l'IVA sulle ostriche.
In vista della elezioni politiche del 2018 viene esclusa dalle liste del PD al Parlamento.

### Candidatura a sindaco di Gorizia
In vista delle elezioni amministrative del 2022 si candida a sindaco di Gorizia, sostenuta da una coalizione formata da PD, Movimento 5 Stelle, Slovenska Skupnost e le liste civiche Laura Fasiolo per Gorizia, Noi, mi, noaltris Go! e Gorizia è tua, raccogliendo il 30,66% dei voti al primo turno e accedendo al ballottaggio con il sindaco uscente di centro-destra Rodolfo Ziberna, dove ottiene il 47,77% ma viene superata da Ziberna (52,23%). Viene comunque eletta consigliera comunale in quanto candidata sindaca non eletta.

### Elezione a consigliera regionale
Alle elezioni regionali in Friuli-Venezia Giulia del 2023 si candida nelle liste del PD, a sostegno del segretario del Patto per l'Autonomia Massimo Moretuzzo, risultando eletta nel collegio di Gorizia con 1.106 preferenze in consiglio regionale del Friuli-Venezia Giulia.